# Escrocherii financiare
Escrocherii financiare (în engleză Rogue Trader) este un film britanic din 1999, regizat de James Dearden, despre fostul broker de produse derivate Nick Leeson și falimentul Barings Bank din 1995. Filmul este bazat pe cartea lui Leeson Rogue Trader: How I Brought Down Barings Bank and Shook the Financial World (1996); rolurile principale sunt interpretate de Ewan McGregor și Anna Friel.

## Subiect
Escrocherii financiare relatează povestea adevărată a lui Nick Leeson, un angajat al Barings Bank. El a lucrat la Londra, ca funcționar al băncii, fiind transferat apoi la biroul sucursalei din Jakarta, unde s-a întâlnit cu viitoarea sa soție, Lisa, care lucra și ea pentru Barings. După o activitate de succes la biroul firmei din Indonezia, Leeson este trimis la Singapore în calitate de director general al biroului de tranzacționare pe bursa SIMEX. 
Filmul urmărește ascensiunea lui Leeson, care devine în scurt timp unul dintre traderii cheie ai băncii Barings. Nick Leeson începe să realizeze speculații fără autorizație. Pierderile sale și le ascunde în contul secret 88888, păstrând impresia că speculațiile băncii sunt profitabile. Poziția sa în cadrul băncii devine inatacabilă. Controalele trimise de conducerea băncii nu reușesc să găsească nereguli, ca urmare a faptului că Leeson ține o contabilitate dublă, prezentând documente false cu care-i induce în eroare pe contabili.
În timp, pierderile realizate din specularea cu banii băncii Barings a produselor bursiere derivate tranzacționate de SIMEX devin uriașe. Leeson încearcă să compenseze pierderile acumulate cu banii pe care speră să-i obțină din speculații tot mai riscante. După cutremurul de la Kobe din 1995 și prăbușirea indicelui japonez Nikkei 225, pierderea netă a crescut la aproximativ 400 de milioane de lire sterline. Leeson încearcă zadarnic să mizeze totul pe o singură carte, realizând speculații extrem de riscante care-i măresc pierderile în câteva săptămâni.
În cele din urmă, pierderile ajung la 825 milioane £ și Nick, împreună cu soția sa Lisa, decide să fugă din Singapore și să se refugieze în Malaezia. Nick nu își dă seama de gravitatea pierderilor sale până când citește într-un ziar că Banca Barings a dat faliment ca urmare a pierderilor acumulate. Ei decid apoi să se întoarcă la Londra, dar Nick este arestat pe drum, pe aeroportul din Frankfurt. El este extrădat în Singapore, unde este condamnat la șase ani și jumătate de închisoare pentru fals, delapidare și fraudă. Ca urmare a faptului că a fost diagnosticat în timp ce se afla în închisoare cu cancer de colon, el a fost eliberat în 1999, înainte de termen.

## Distribuție
- Ewan McGregor - Nick Leeson
- Anna Friel - Lisa Leeson
- Tim McInnerny - Tony Hawes
- Nigel Lindsay - Ron Baker
- John Standing - Peter Baring
- Lee Ross - Danny Argyropoulos
- Yves Beneyton - Pierre Beaumarchais
- Betsy Brantley - Brenda Granger
- Caroline Langrishe - Ash Lewis

## Premieră și distribuitori
Rogue Trader a fost difuzat în premieră la 25 iunie 1999 în Marea Britanie și SUA. El a fost distribuit de Pathé în Marea Britanie și de Cinemax în SUA.

## Aprecieri
Lexikon des Internationalen Films laudă, pe lângă prestația „excelentă“ a actorului principal și modul de abordare al filmului, „activitatea bursieră greu de înțeles care se desfășoară cu mare viteză“. Cu toate acestea, filmul face „puțină lumină“ în scandalul financiar.